# Kruthuset på Ljungskär

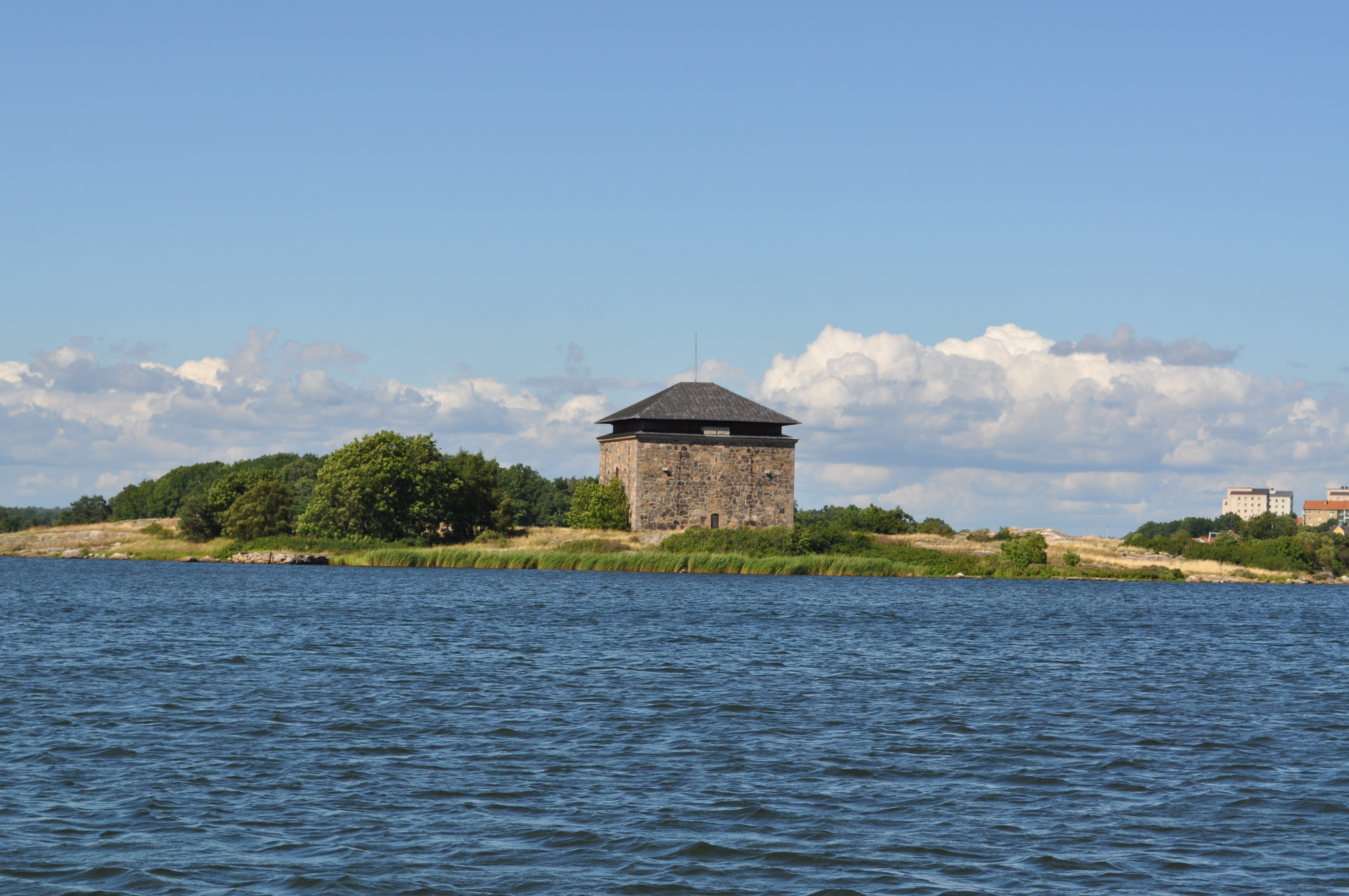
Kruthuset på Ljungskär.

Kruthuset på Ljungskär är ett byggnadsminne i Karlskrona kommun. Byggnadsminnet utgörs av ett kruthus beläget på Ljungskär i Borgmästarefjärden i Karlskrona. Kruthuset uppfördes mellan 1746 och 1754. Det byggdes av gråsten med ett så kallat fredstak, ett trätak som kan tas bort i krigstid. Med taket borttaget kan kanoner placeras i kruthuset, för användning i krigföring.
Kruthuset ligger på en fast berggrund. Innerväggarna är uppförda av tegel med kalkputs, och bär upp ett valv med fyra små sidovalv. På var sida finns en luftöppning inne i muren, med järnluckor in- och utvändigt. Fram till 1960-talet fanns även ett våghus och ett bostadshus på Ljungskär; dessa togs emellertid ner på grund av omfattande vandalisering.
Kruthuset ingår i världsarvet Örlogsstaden Karlskrona.

## Galleri

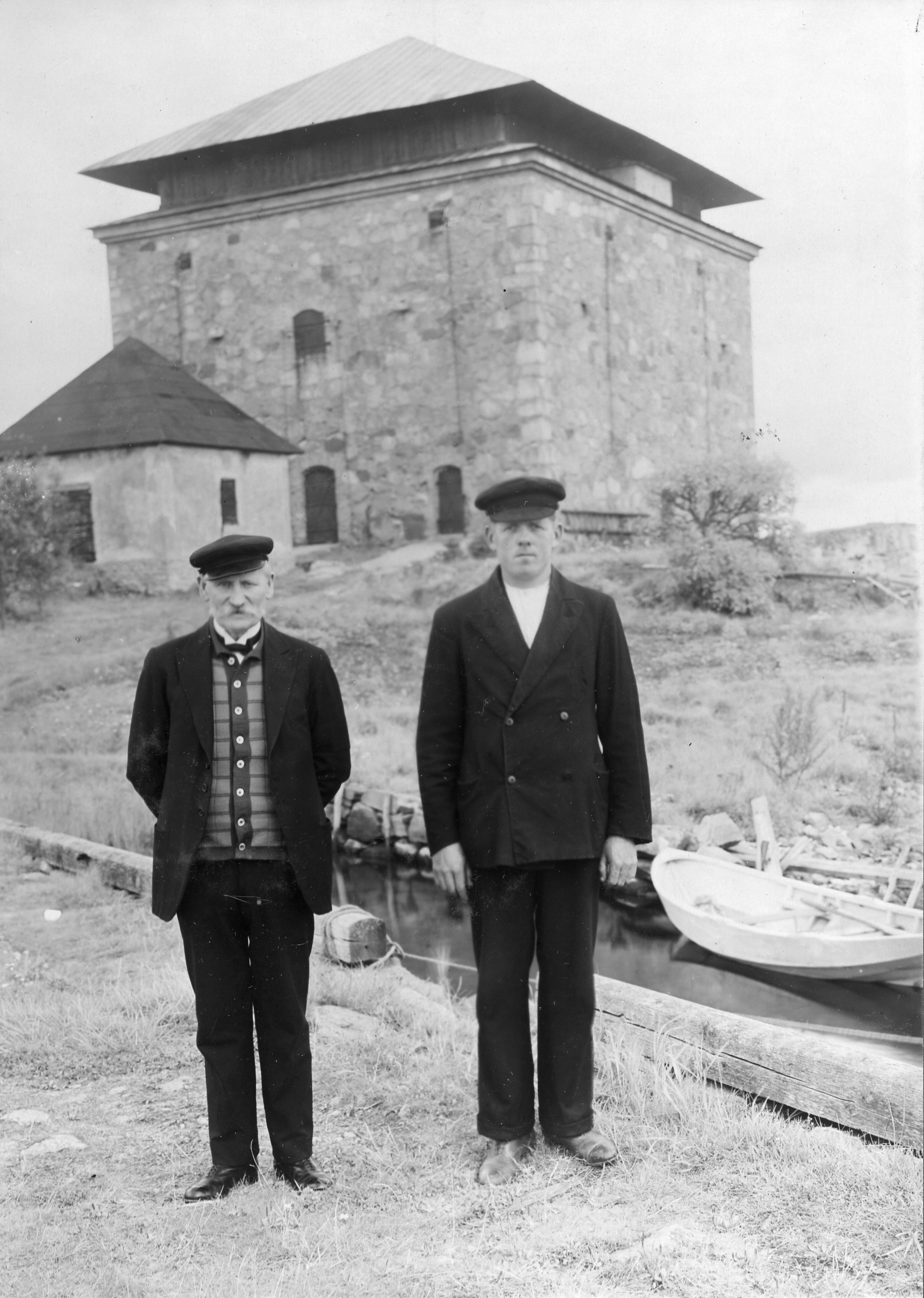
Bevakningspersonal på Ljungskär, mannen till vänster är flaggunderofficer Thörnqvist.
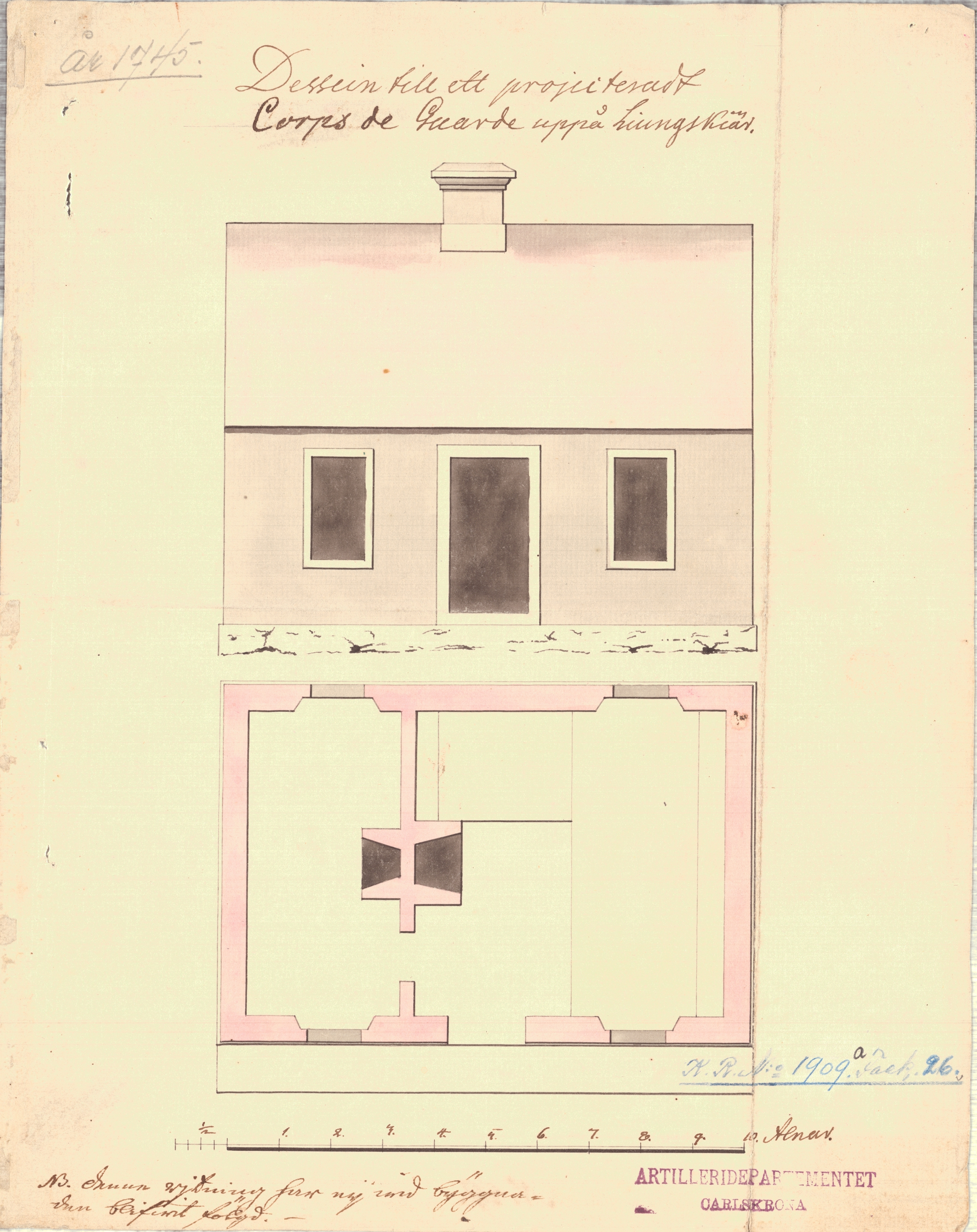
"Dessein till projekterat corps de guarde uppå Ljungskär, samt dessein till ett corps de guardes uppförande vid krutmagasinet på Mjölnareholmen. fasad- och planritningar"
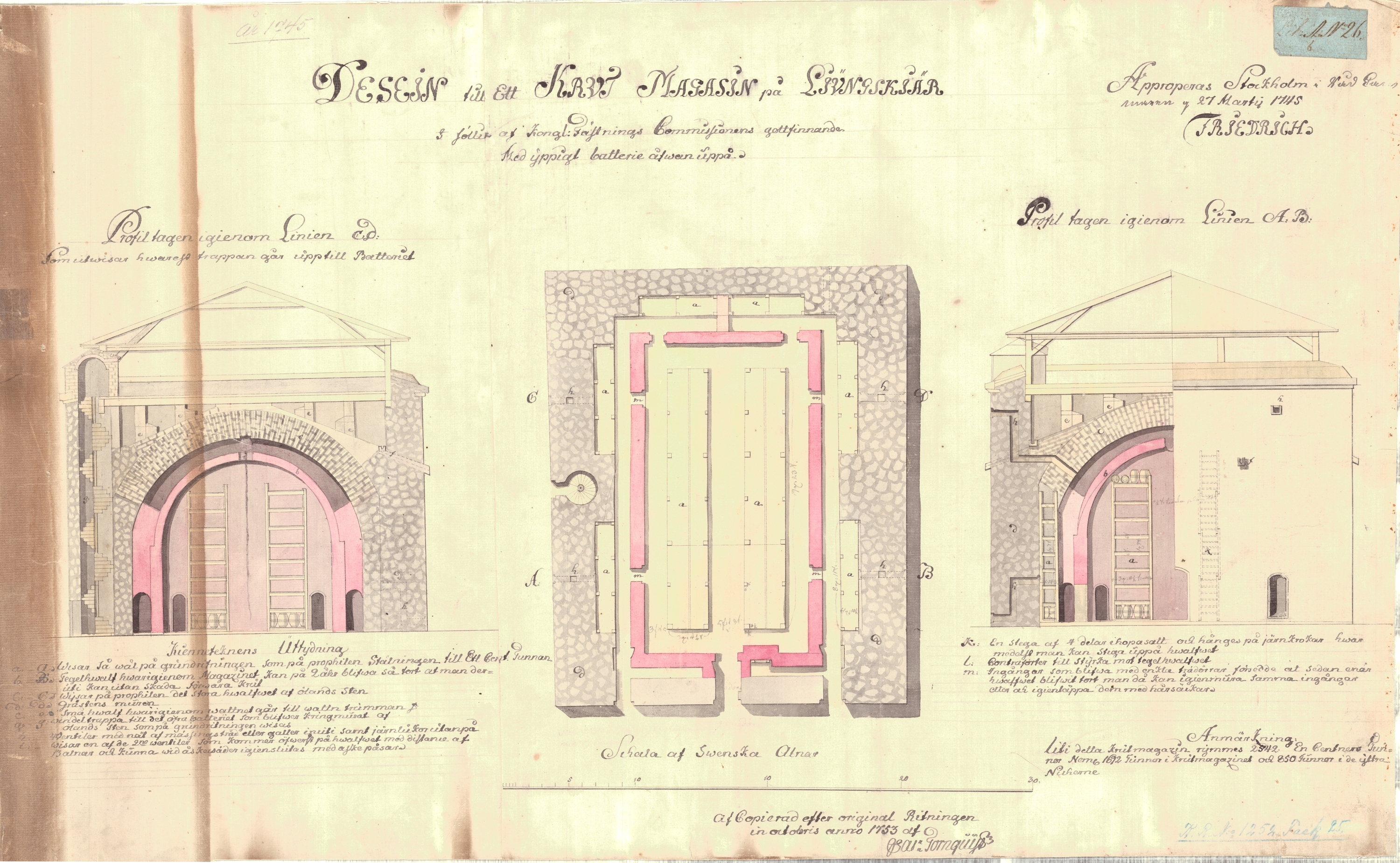
"Dessein till ett krutmagasin på Ljungskär, plan och profilritning."
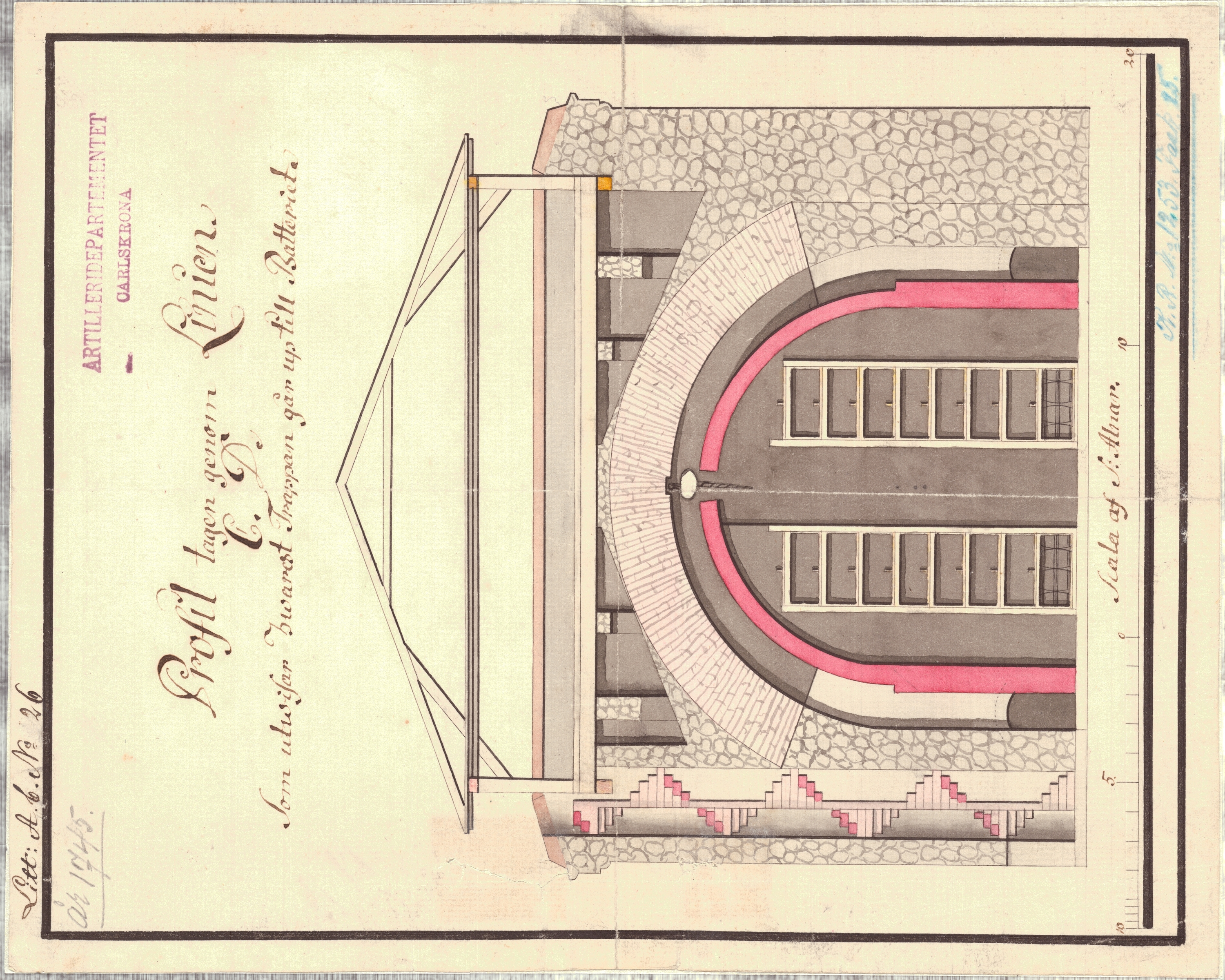
"Kruthus på Ljungskär Profil tagen genom linjen CD som utvisar varest trappan får upp till batteriet."
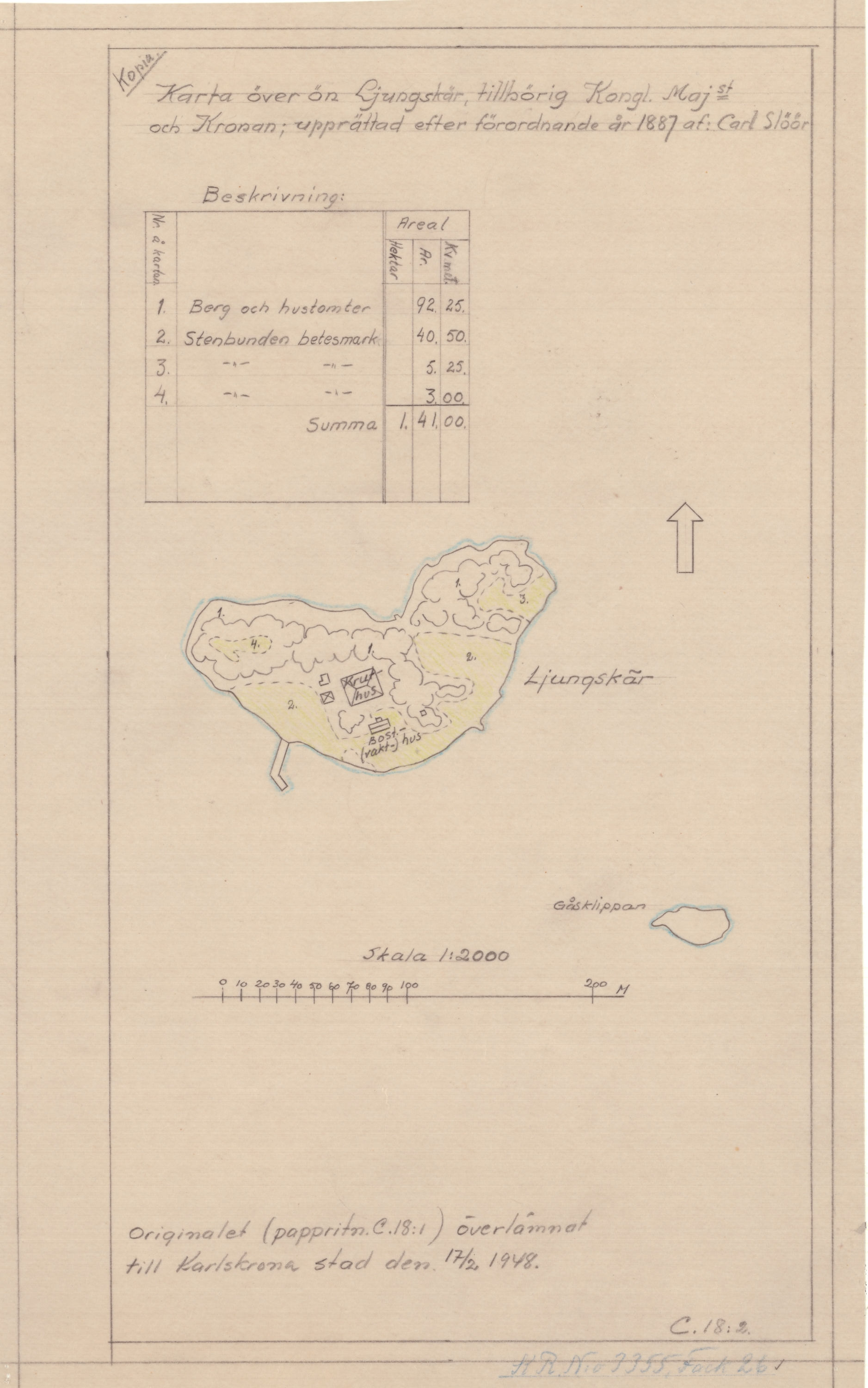
"Karta över ön Ljungskär, tillhöring Kungl Majts och Kronan, upprättad efter förordnande år 1887 av Carl Slöör."
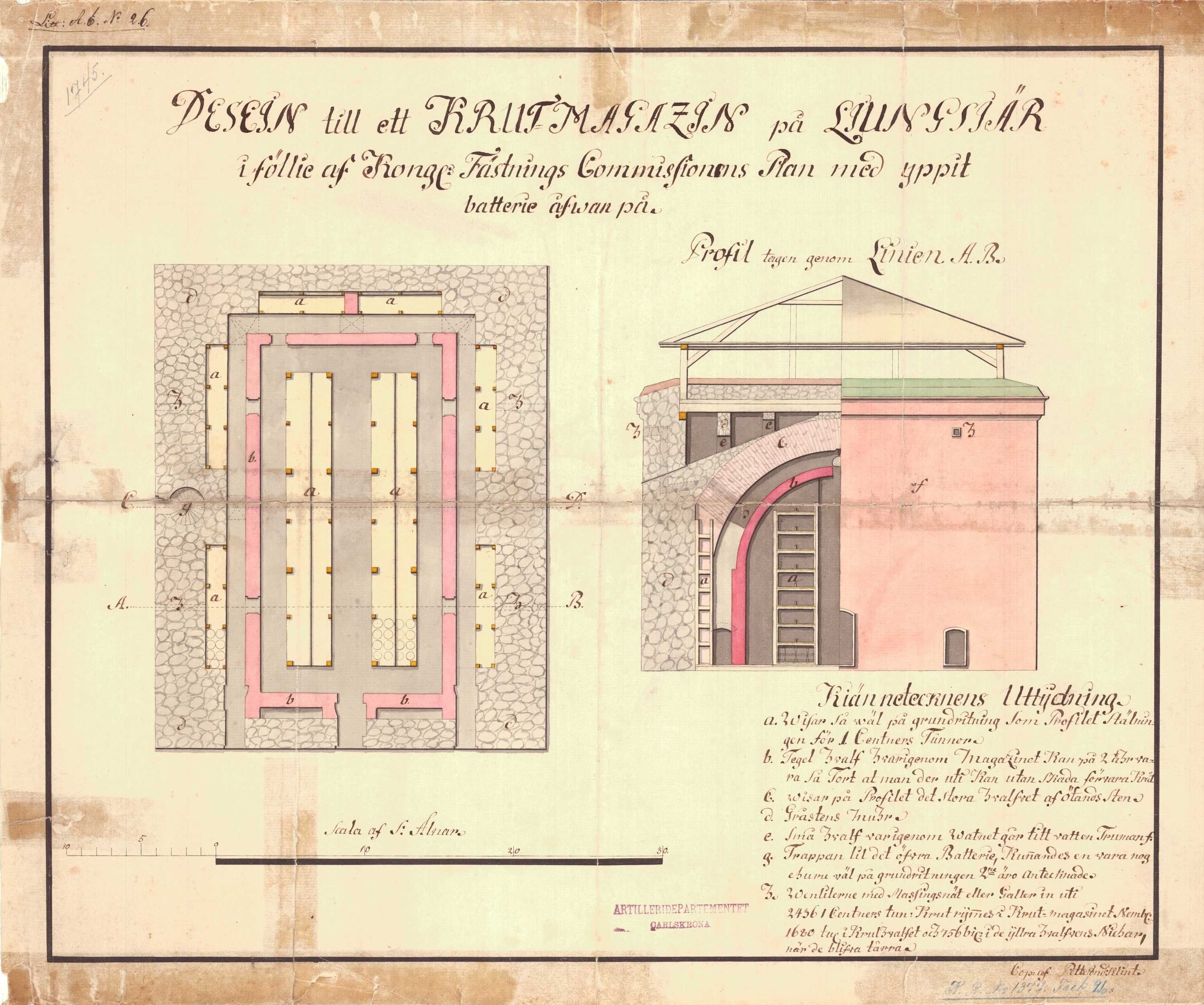
"Dessein till ett krutmagasin på Ljungskär, plan och profilritning."